# Le Roman d'un malheureux
 (juillet 2025).
Pour plus de détails, voir Fiche technique et Distribution.
Le Roman d'un malheureux est un film muet français réalisé par Lucien Nonguet, sorti en 1908.

## Fiche technique
- Titre original : Le Roman d'un malheureux
- Titre anglophone (États-Unis) : A Poor Man's Romance
- Réalisation Lucien Nonguet
- Scénario : Louis Z. Rollini
- Producteur :
- Société de production : Pathé Frères
- Société de distribution : Pathé Frères
- Pays d'origine :  France
- Langue : film muet avec les intertitres en français
- Métrage : 210 mètres
- Format : Noir et blanc — 35 mm — 1,33:1 — Muet
- Genre : Film dramatique
- Durée : 7 minutes
- Dates de sortie : 
  -  France : 7 février 1908
  -  États-Unis : 25 avril 1908

## Distribution
+ Georges Monca